# SDSS J081855.77+095848.0
 (avril 2024).
Améliorez-le ou discutez des points à vérifier. 
SDSS J081855.77+095848.0 ou SDSS J0818+0958 est un très lointain quasar avec un redshift supérieur a 3.6, émission unique, il se situe dans la constellation du Cancer à plus de 5 milliards d'années-lumière,

## Découverte
SDSS J081855.77+095848.0 a été découvert par le SDSS-DR5 survey, qui est une étude du ciel dans le domaine du visible. Cette étude a relevé plus d'un millier de quasars,.

## Caractéristiques

### Catégorie de SDSS J0818
Ce quasar fait partie des quasars à grossissement rapide, ce quasar grossirait d'environ 10 masses solaires par an, il fait aussi partie des quasars ionisateurs de deutérium. Cette ionisation de deutérium a été trouvée grâce au relevé astronomique du 2MASS, l'ionisation du deutérium fait principalement partie de l'émission d'infrarouges de SDSS J0818

### Luminosité variable de SDSS J0818
SDSS J0818 est un quasar avec une luminosité très variable, la magnitude apparente de SDSS J0818 varie de 17.96 à 16.599 à 16.457 à 15.348. Cette variabilité n'est pas régulière mais elle n'a pas encore été étudiée.

### Masse de SDSS J0818
Selon la source  la masse de SDSS J081855.77+095848.0 serait de 12 milliards de masses solaires (il est très similaire à SDSS J102325.31+514251.0 ou 2MASS J11595433+2019212),.